# ゴラン・イワニセビッチ
ゴラン・シムン・イワニセビッチ（Goran Šimun Ivanišević, クロアチア語発音: [ɡǒran iʋanǐːʃɛʋitɕ], 1971年9月13日 - ）は、クロアチア・スプリト出身の元男子プロテニス選手、テニス指導者。ATPランキング自己最高位はシングルス2位、ダブルス20位。ATPツアーでシングルス22勝、ダブルス9勝。姓の原音により近い表記はイヴァニシェヴィッチであるが、報道等ではイワニセビッチが一般的である。
2001年ウィンブルドン選手権男子シングルス優勝者。また3度の準優勝がある。ATPマスターズシリーズ優勝3回。

## プレースタイル
身長193cmの長身から繰り出される左利きの高速サーブを最大の武器とした1990年代を代表するビックサーバー。イワニセビッチのサーブは“サンダー・サーブ”という愛称で呼ばれ、左利きのクイックモーションから打ち出される高速サーブは、通算サービスエース数10,183本の歴代1位記録を長年保持した等、サービスエースを連発していた。（現在は、同国の後輩にあたるイボ・カロビッチが10,247本のサービスエースを記録し、更新している。）

## 選手経歴

### プロ入り、ウィンブルドン無冠の帝王
1988年にプロデビュー。4大大会初出場は同年のウィンブルドン選手権で、1回戦でアモス・マンスドルフに敗れた。1989年全豪オープンでイワニセビッチはミロスラフ・メチージュとの準々決勝まで勝ち進み、同年の全仏オープンではステファン・エドベリとの4回戦まで進出している。イワニセビッチが世界的な知名度を高めたのは、1990年全仏オープン1回戦で第2シードのボリス・ベッカーを5-7, 6-4, 7-5, 6-2で破り、トーマス・ムスターとの準々決勝に進出した時だった（この全仏オープンは、第1シードのエドベリと第2シードのベッカーが同時に1回戦で敗退する珍事で幕を開けた大会であった）。続くウィンブルドン選手権で、イワニセビッチはノーシードから初めての準決勝に進出し、再びベッカーと連戦する。この時は6-4, 6-7, 0-6, 6-7で敗れたが、この一連の活躍で18歳のイワニセビッチは将来有望株として評判を高めた。
しかし、イワニセビッチのキャリアは苦難の連続だった。1992年ウィンブルドン選手権で初めての決勝進出を果たしたが、アンドレ・アガシに7-6, 4-6, 4-6, 6-1, 4-6のフルセットで敗れて準優勝。同年にはバルセロナ五輪において単複銅メダルを獲得している。1994年と1998年にもウィンブルドン選手権の決勝まで進出するが、ともにピート・サンプラスに敗れ、3度の準優勝で“無冠の帝王”と呼ばれた。
イワニセビッチはウィンブルドン選手権での印象が強いためか、（最初期を除いて）他の4大大会での活躍はあまり目立たない。しかし1996年全米オープンではベスト4に進出している。ダブルスの分野でも、1990年と1999年全仏オープン男子ダブルスでの2度準優勝があった。1990年の全仏男子ダブルスではペトル・コルダと組み、1999年はジェフ・タランゴと組んだ。

### 2001年ウィンブルドン初優勝
その後肩の故障から世界ランキングを大きく落とし、2001年ウィンブルドン選手権は主催者推薦での出場となった。この年は第2週から連日雨に悩まされ、試合日程の消化が大幅に遅れたが、その過酷さを勝ち抜いて3年ぶり4度目の決勝進出を果たす。この道のりは、決して平坦ではなく、2回戦以降、カルロス・モヤ、アンディ・ロディック、マラト・サフィンなどの強敵を次々と下し、準決勝では地元のティム・ヘンマンを7-5, 6-7, 0-6, 7-6, 6-3の死闘の末に退けた。決勝戦ではパトリック・ラフターと激闘を繰り広げ、6-3, 3-6, 6-3, 2-6, 9-7のフルセットの末に悲願のウィンブルドン初優勝を果たした。クロアチア人テニス選手の4大大会優勝は、1997年全仏オープン女子シングルス優勝者イバ・マヨリである。イワニセビッチは男子の初優勝者となった。

### 現役引退、その後
2004年ウィンブルドン選手権3回戦でレイトン・ヒューイットに2-6, 3-6, 4-6で敗れ、現役を引退した。
現役引退後は一時投資家として建設業などへ投資していたが、投資した事業がほとんど失敗し、一時は破産寸前に追い込まれたと伝えられている。
2011年のPBZザグレブ・インドアで後輩のマリン・チリッチと組んでダブルスに出場、1回戦で敗退している。またデビスカップ2012では、一時クロアチアチームの監督代行も務めた。
2014年から2016年の間マリン・チリッチのコーチに従事し、2014年全米オープン男子シングルスにてクロアチア人では自身以来の4大大会優勝に導いた。また2019年から2024年までノバク・ジョコビッチのコーチに従事した。
イワニセビッチは2020年に国際テニス殿堂入りを果たした。

## 人物
サッカー好きで、特に地元チームであるハイドゥク・スプリトのサポーターとして知られる。2001年ウィンブルドン選手権優勝後には実際に同チームと選手契約を交わしており、本当に試合に出場するのではないかとも噂された。2013年現在、息子たちを4部リーグのNKクストシャでプレーさせているが、ハイドゥクとクストシャが直接対決した際にはハイドゥクの応援に回り、息子の不興を買った。

## ATPツアー決勝進出結果

### シングルス: 49回 (22勝27敗)
| 大会グレード                                  |
| グランドスラム (1–3)                          |
| テニス・マスターズ・カップ (0–0)              |
| グランドスラム・カップ (1–1)                  |
| ATPマスターズシリーズ (2–5)                   |
| ATPインターナショナルシリーズ・ゴールド (7–5) |
| ATPインターナショナルシリーズ (11–13)         |

| サーフェス別タイトル |
| ハード (3–8)         |
| クレー (3–6)         |
| 芝 (2–4)             |
| カーペット (14–9)    |

| 結果   | No. | 決勝日         | 大会               | サーフェス        | 対戦相手                     | スコア                             |
| ------ | --- | -------------- | ------------------ | ----------------- | ---------------------------- | ---------------------------------- |
| 準優勝 | 1.  | 1989年5月22日  | フィレンツェ       | クレー            | オラシオ・デ・ラ・ペーニャ   | 4-6, 3-6                           |
| 準優勝 | 2.  | 1990年5月14日  | ウマグ             | クレー            | ゴラン・プルピッチ           | 3-6, 6-4, 4-6                      |
| 優勝   | 1.  | 1990年7月16日  | シュトゥットガルト | クレー            | ギリェルモ・ペレス＝ロルダン | 6-7(2-7), 6-1, 6-4, 7-6(7-5)       |
| 準優勝 | 3.  | 1990年8月20日  | ロングアイランド   | ハード            | ステファン・エドベリ         | 6-7(3-7), 3-6                      |
| 準優勝 | 4.  | 1990年9月10日  | ボルドー           | クレー            | ギー・フォルジェ             | 4-6, 3-6                           |
| 準優勝 | 5.  | 1990年9月24日  | バーゼル           | カーペット (室内) | ジョン・マッケンロー         | 7-6(7-4), 6-4, 6-7(3-7), 3-6, 4-6  |
| 優勝   | 2.  | 1991年6月17日  | マンチェスター     | 芝                | ピート・サンプラス           | 6-4, 6-4                           |
| 準優勝 | 6.  | 1991年8月12日  | ニューヘイブン     | ハード            | ペトル・コルダ               | 4-6, 2-6                           |
| 優勝   | 3.  | 1992年1月5日   | アデレード         | ハード            | クリシャン・ベリストロム     | 1-6, 7-6(7-5), 6-4                 |
| 優勝   | 4.  | 1992年2月17日  | シュトゥットガルト | カーペット (室内) | ステファン・エドベリ         | 6-7(5-7), 6-3, 6-4, 6-4            |
| 準優勝 | 7.  | 1992年3月3日   | ミラノ             | カーペット (室内) | オマール・カンポレーゼ       | 6-3, 3-6, 4-6                      |
| 準優勝 | 8.  | 1992年7月5日   | ウィンブルドン     | 芝                | アンドレ・アガシ             | 7-6(10-8), 4-6, 4-6, 6-1, 4-6      |
| 優勝   | 5.  | 1992年10月5日  | シドニー           | ハード (室内)     | ステファン・エドベリ         | 6-4, 6-2, 6-4                      |
| 優勝   | 6.  | 1992年10月26日 | ストックホルム     | カーペット (室内) | ギー・フォルジェ             | 7-6(7-2), 4-6, 7-6(7-5), 6-2       |
| 準優勝 | 9.  | 1993年1月11日  | ドーハ             | ハード            | ボリス・ベッカー             | 6-7(4-7), 6-4, 5-7                 |
| 準優勝 | 10. | 1993年5月10日  | ローマ             | クレー            | ジム・クーリエ               | 1-6, 2-6, 2-6                      |
| 優勝   | 7.  | 1993年9月13日  | ブカレスト         | クレー            | アンドレイ・チェルカソフ     | 6-2, 7-6(7-5)                      |
| 優勝   | 8.  | 1993年10月18日 | ウィーン           | カーペット (室内) | トーマス・ムスター           | 4-6, 6-4, 6-4, 7-6(7-3)            |
| 準優勝 | 11. | 1993年10月25日 | ストックホルム     | カーペット (室内) | ミヒャエル・シュティヒ       | 6-4, 6-7(6-8), 6-7(3-7), 2-6       |
| 優勝   | 9.  | 1993年11月7日  | パリ               | カーペット (室内) | アンドレイ・メドベデフ       | 6-4, 6-2, 7-6(7-2)                 |
| 準優勝 | 12. | 1994年2月14日  | シュトゥットガルト | カーペット (室内) | ステファン・エドベリ         | 6-4, 4-6, 2-6, 2-6                 |
| 準優勝 | 13. | 1994年7月3日   | ウィンブルドン     | 芝                | ピート・サンプラス           | 6-7(2-7), 6-7(5-7), 0-6            |
| 優勝   | 10. | 1994年8月7日   | キッツビュール     | クレー            | ファブリス・サントロ         | 6-2, 4-6, 4-6, 6-3, 6-2            |
| 準優勝 | 14. | 1994年9月12日  | ブカレスト         | クレー            | フランコ・ダビン             | 2-6, 4-6                           |
| 優勝   | 11. | 1994年10月10日 | 東京               | カーペット (室内) | マイケル・チャン             | 6-4, 6-4                           |
| 準優勝 | 15. | 1994年10月24日 | ストックホルム     | カーペット (室内) | ボリス・ベッカー             | 6-4, 4-6, 3-6, 6-7(4-7)            |
| 準優勝 | 16. | 1995年5月14日  | ハンブルク         | クレー            | アンドレイ・メドベデフ       | 3-6, 2-6, 1-6                      |
| 優勝   | 12. | 1995年12月18日 | ミュンヘン         | カーペット (室内) | トッド・マーティン           | 7-6(7-4), 6-3, 6-4                 |
| 準優勝 | 17. | 1996年1月15日  | シドニー           | ハード            | トッド・マーティン           | 7-5, 3-6, 4-6                      |
| 優勝   | 13. | 1996年2月5日   | ザグレブ           | カーペット (室内) | セドリック・ピオリーン       | 3-6, 6-3, 6-2                      |
| 優勝   | 14. | 1996年2月12日  | ドバイ             | ハード            | アルベルト・コスタ           | 6-4, 6-3                           |
| 準優勝 | 18. | 1996年2月19日  | アントワープ       | カーペット (室内) | ミヒャエル・シュティヒ       | 3-6, 2-6, 6-7(5-7)                 |
| 優勝   | 15. | 1996年3月3日   | ミラノ             | カーペット (室内) | マルク・ロセ                 | 6-3, 7-6(7-3)                      |
| 優勝   | 16. | 1996年3月11日  | ロッテルダム       | カーペット (室内) | エフゲニー・カフェルニコフ   | 6-4, 3-6, 6-3                      |
| 準優勝 | 19. | 1996年3月31日  | マイアミ           | ハード            | アンドレ・アガシ             | 0-3 途中棄権                       |
| 準優勝 | 20. | 1996年8月12日  | インディアナポリス | ハード            | ピート・サンプラス           | 6-7(3-7), 5-7                      |
| 優勝   | 17. | 1996年11月11日 | モスクワ           | カーペット (室内) | エフゲニー・カフェルニコフ   | 3-6, 6-1, 6-3                      |
| 準優勝 | 21. | 1996年12月3日  | ミュンヘン         | カーペット (室内) | ボリス・ベッカー             | 3-6, 4-6, 4-6                      |
| 優勝   | 18. | 1997年2月3日   | ザグレブ           | カーペット (室内) | グレグ・ルーゼドスキー       | 7-6(7-4), 4-6, 7-6(7-6)            |
| 準優勝 | 22. | 1997年2月10日  | ドバイ             | ハード            | トーマス・ムスター           | 5-7, 6-7(3-7)                      |
| 優勝   | 19. | 1997年3月2日   | ミラノ             | カーペット (室内) | セルジ・ブルゲラ             | 6-2, 6-2                           |
| 準優勝 | 23. | 1997年6月9日   | ロンドン           | 芝                | マーク・フィリプーシス       | 5-7, 3-6                           |
| 優勝   | 20. | 1997年10月13日 | ウィーン           | カーペット (室内) | グレグ・ルーゼドスキー       | 3-6, 6-7(4-7), 7-6(7-4), 6-2, 6-3  |
| 優勝   | 21. | 1998年2月9日   | スプリト           | カーペット (室内) | グレグ・ルーゼドスキー       | 7-6(7-3), 7-6(7-5)                 |
| 準優勝 | 24. | 1998年7月5日   | ウィンブルドン     | 芝                | ピート・サンプラス           | 7-6(7-2), 6-7(9-11), 4-6, 6-3, 2-6 |
| 準優勝 | 25. | 1998年8月17日  | ニューヘイブン     | ハード            | カロル・クチェラ             | 4-6, 7-5, 2-6                      |
| 準優勝 | 26. | 1998年10月5日  | 上海               | カーペット (室内) | マイケル・チャン             | 6-4, 1-6, 2-6                      |
| 準優勝 | 27. | 1998年11月16日 | モスクワ           | カーペット (室内) | エフゲニー・カフェルニコフ   | 6-7(2-7), 6-7(5-7)                 |
| 優勝   | 22. | 2001年7月9日   | ウィンブルドン     | 芝                | パトリック・ラフター         | 6-3, 3-6, 6-3, 2-6, 9-7            |

### ダブルス: 19回 (9勝10敗)
| 結果   | No. | 決勝日         | 大会               | サーフェス        | パートナー               | 対戦相手                                          | スコア        |
| ------ | --- | -------------- | ------------------ | ----------------- | ------------------------ | ------------------------------------------------- | ------------- |
| 優勝   | 1.  | 1988年10月17日 | フランクフルト     | カーペット (室内) | リューディガー・ハース   | ジェレミー・ベイツ トム・ネイセン                 | 1-6, 7-5, 6-3 |
| 準優勝 | 1.  | 1989年10月2日  | パレルモ           | クレー            | ディエゴ・ナルジーソ     | ペーター・バラウフ リューディガー・ハース         | 2-6, 7-6, 4-6 |
| 準優勝 | 2.  | 1990年2月19日  | ブリュッセル       | カーペット (室内) | バラージュ・タローツィ   | エミリオ・サンチェス スロボダン・ジボイノビッチ   | 5-7, 3-6      |
| 準優勝 | 3.  | 1990年6月10日  | 全仏オープン       | クレー            | ペトル・コルダ           | セルヒオ・カサル エミリオ・サンチェス             | 5-7, 3-6      |
| 準優勝 | 4.  | 1990年8月20日  | ニューヘイブン     | ハード            | ペトル・コルダ           | ジェフ・ブラウン スコット・メルヴィル             | 5-7, 6-7      |
| 優勝   | 2.  | 1991年2月4日   | ミラノ             | カーペット (室内) | オマール・カンポレーゼ   | シリル・スーク トム・ネイセン                     | 6-4, 7-6      |
| 優勝   | 3.  | 1991年5月13日  | ローマ             | クレー            | オマール・カンポレーゼ   | ローリー・ウォーダー ルーク・イェンセン           | 6-2, 6-3      |
| 優勝   | 4.  | 1991年6月17日  | マンチェスター     | 芝                | オマール・カンポレーゼ   | アンドリュー・キャッスル ニック・ブラウン         | 6-4, 6-3      |
| 準優勝 | 5.  | 1991年7月22日  | シュトゥットガルト | クレー            | オマール・カンポレーゼ   | ウォリー・マスアー エミリオ・サンチェス           | 6-2, 3-6, 4-6 |
| 優勝   | 5.  | 1992年1月6日   | アデレード         | ハード            | マルク・ロセ             | マーク・クラッツマン ジェイソン・ストルテンバーグ | 7-6, 7-6      |
| 準優勝 | 6.  | 1992年6月15日  | ロンドン           | 芝                | ディエゴ・ナルギソ       | ジョン・フィッツジェラルド アンダース・ヤリード   | 4-6, 6-7      |
| 準優勝 | 7.  | 1995年4月17日  | バルセロナ         | クレー            | アンドレア・ガウデンツィ | トレバー・クロネマン デビッド・マクファーソン     | 2-6, 4-6      |
| 準優勝 | 8.  | 1995年8月7日   | ロサンゼルス       | ハード            | スコット・デービス       | ブレント・ヘイガース ケント・キニアー             | 4-6, 5-7      |
| 優勝   | 6.  | 1995年9月11日  | ボルドー           | ハード            | サシャ・ヒルシュゾン     | ヘンリク・ホルム ダニー・サプスフォード           | 6-3, 6-4      |
| 優勝   | 7.  | 1996年3月3日   | ミラノ             | カーペット (室内) | アンドレア・ガウデンツィ | ヤコブ・ラセク ギー・フォルジェ                   | 6-4, 7-5      |
| 優勝   | 8.  | 1997年2月3日   | ザグレブ           | カーペット (室内) | サシャ・ヒルシュゾン     | ブレント・ヘイガース マーク・カイル               | 6-4, 6-3      |
| 優勝   | 9.  | 1997年2月10日  | ドバイ             | ハード            | アレクサンダー・グルーン | サンドン・ストール シリル・スーク                 | 7-6, 6-3      |
| 準優勝 | 9.  | 1999年6月7日   | 全仏オープン       | クレー            | ジェフ・タランゴ         | マヘシュ・ブパシ リーンダー・パエス               | 2-6, 5-7      |
| 準優勝 | 10. | 1999年8月2日   | ロサンゼルス       | ハード            | ブライアン・マクフィー   | バイロン・ブラック ウェイン・フェレイラ           | 2-6, 6-7      |

## 4大大会優勝
- ウィンブルドン：1勝 (2001年) [準優勝3度：1992, 94, 98年]

| 年     | 大会           | 対戦相手             | 試合結果                |
| ------ | -------------- | -------------------- | ----------------------- |
| 2001年 | ウィンブルドン | パトリック・ラフター | 6-3, 3-6, 6-3, 2-6, 9-7 |

## 4大大会シングルス成績
略語の説明
| W | F | SF | QF | #R | RR | Q# | LQ | A | Z# | PO | G | S | B | NMS | P | NH |

W=優勝, F=準優勝, SF=ベスト4, QF=ベスト8, #R=#回戦敗退, RR=ラウンドロビン敗退, Q#=予選#回戦敗退, LQ=予選敗退, A=大会不参加, Z#=デビスカップ/BJKカップ地域ゾーン, PO=デビスカップ/BJKカッププレーオフ, G=オリンピック金メダル, S=オリンピック銀メダル, B=オリンピック銅メダル, NMS=マスターズシリーズから降格, P=開催延期, NH=開催なし.
| 大会           | 1988 | 1989 | 1990 | 1991 | 1992 | 1993 | 1994 | 1995 | 1996 | 1997 | 1998 | 1999 | 2000 | 2001 | 2002 | 2003 | 2004 | 通算成績 |
| -------------- | ---- | ---- | ---- | ---- | ---- | ---- | ---- | ---- | ---- | ---- | ---- | ---- | ---- | ---- | ---- | ---- | ---- | -------- |
| 全豪オープン   | A    | QF   | 1R   | 3R   | 2R   | A    | QF   | 1R   | 3R   | QF   | 1R   | A    | 2R   | LQ   | 2R   | A    | A    | 19–11    |
| 全仏オープン   | A    | 4R   | QF   | 2R   | QF   | 3R   | QF   | 1R   | 4R   | 1R   | 1R   | 1R   | 1R   | A    | A    | A    | A    | 21–12    |
| ウィンブルドン | 1R   | 2R   | SF   | 2R   | F    | 3R   | F    | SF   | QF   | 2R   | F    | 4R   | 1R   | W    | A    | A    | 3R   | 49–14    |
| 全米オープン   | A    | 2R   | 3R   | 4R   | 3R   | 2R   | 1R   | 1R   | SF   | 1R   | 4R   | 3R   | 1R   | 3R   | A    | A    | A    | 21–13    |